# 母 (三浦綾子の小説)
『母』（はは）は、三浦綾子の小説である。
1992年に角川書店にて刊行し、1995年に角川文庫に収録された。

## 内容
『蟹工船』で知られるプロレタリア作家・小林多喜二の母・小林セキ（1873年 - 1961年）を語り手とした小説。
多喜二が亡くなってから27年、第二次世界大戦の終戦から15年後、北海道に暮らす88歳のセキが、訪ねてきた人を相手に、自分の一生を振り返りながら、わが子多喜二の人生をも浮き彫りにし、最後にはキリスト教での葬儀を希望するに至るまでの思いを、全編東北弁を交えて独白する。
著者によれば、この題材で小説を書くよう依頼したのは夫の三浦光世であるという。当初は小林多喜二のこともよく分からず、戸惑いもあったが、「多喜二の母は受洗した人だそうだ」という夫の一言が執筆のきっかけになった。自分から書きたいと願った題材ではなかったものの、取材を始めてから次第に熱が入り、感動とともに書き終えたとする。取材の途中、多喜二の母が受洗していないことを知って書く気を失ったが、さらに深く掘り下げて調べてみることで、挫折感を振り切ることができたという。

## 映画化
2016年、『母 小林多喜二の母の物語』として映画化。2017年公開。

## 舞台化
- 1993年から前進座で、2005年から劇団アドック[6]で上演している。
- 河東けい（関西芸術座）が1993年から『母－多喜二の母』の題名で一人芝居として主に関西で上演を続けている。中国、韓国でも上演された。
- 朗読劇「マザー」（2023年7月7～8日、全2回公演、芦屋ルナ・ホール）主催：尋の塾[7][8]
- 朗読劇「マザー」（2023年9月17日、クレオ大阪東）[9]
- 朗読劇「マザー」（2025年5月10～11日、全3回公演、宝塚市立文化施設ソリオホール）主催：尋の塾[10]